# سارويه

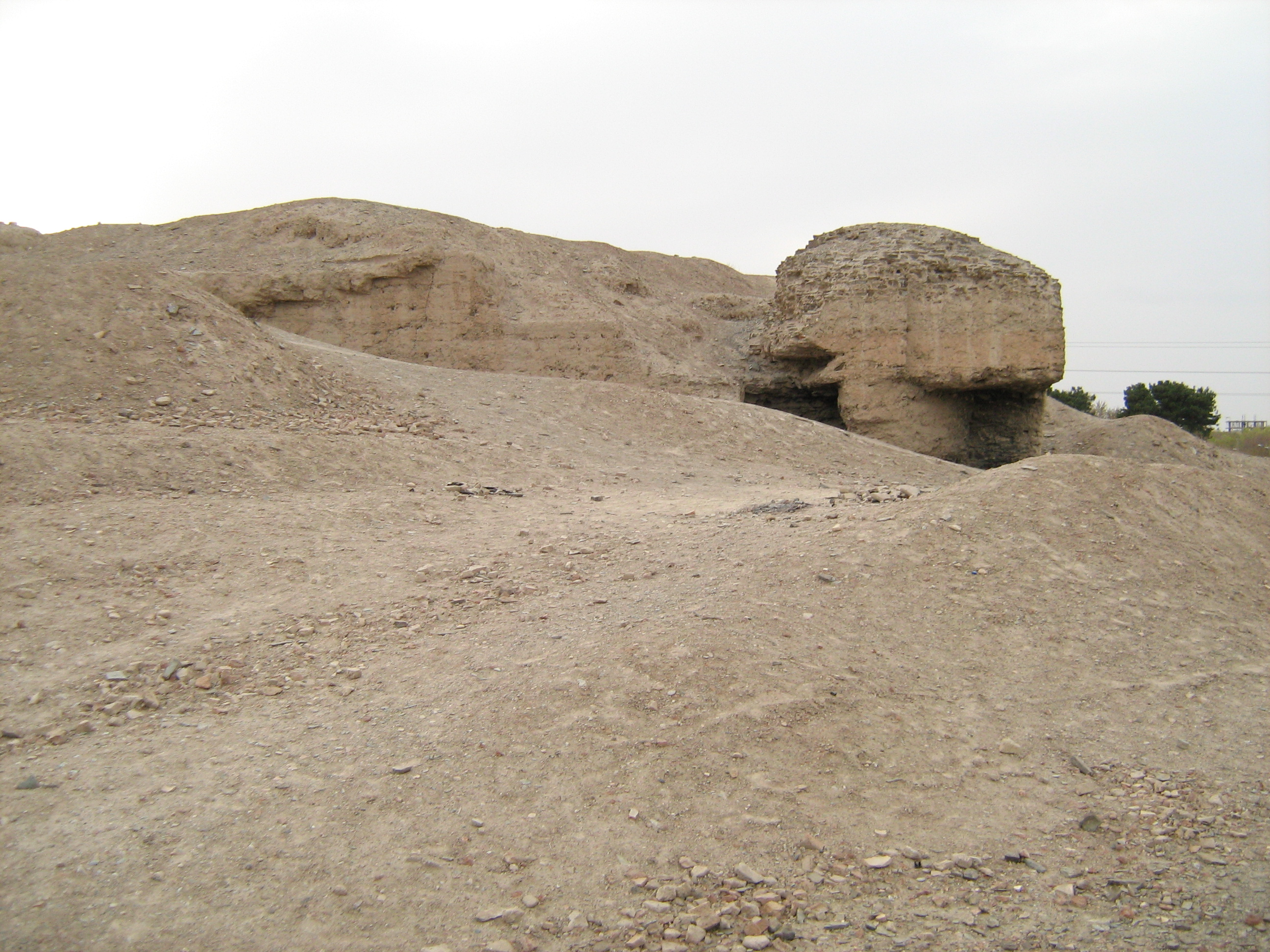
بقايا مكتبة سارويه

ساروية ( الفارسية: سارویه ) هي مكتبة كبيرة في إيران ما قبل الإسلام القديمة. يشير إليها مؤرخ القرن العاشر أحمد بن رستة بأسم "ساروق".
لابن بلخي سمّاها ( هفت هلکه ).
تقع بالقرب من مدينة أصفهان، ربما كانت من عصر طهمراس في إيران القديمة. كما ذكر جمال التواريخ.
ابن سعد الأصفهاني، في الترجمة الباقية لكتابه محاسن أصفهان، الذي حرره عباس إقبال أشتياني، يذكر الروايتين الحقيقية والأسطورية لأعادة وتأسيس المكتبة.
وصف عباس الميلاني المجموعة المحصنة من الكتابات والوثائق على النحو التالي:
بقيت بضعة أوراق من محتوياتها الضخمة، ويمكن معرفتها من خلال شهادات معاصريها الذين شبهوها بأهرامات مصر بسبب هيبتها بأنها تثير الرهبة.